# Herzogin-Anna-Amalia-Bibliothek
Die Herzogin-Anna-Amalia-Bibliothek (Eigenschreibweise: Herzogin Anna Amalia Bibliothek), kurz HAAB, wurde 1691 als Herzogliche Bibliothek von Herzog Wilhelm Ernst in Weimar gegründet. Anlässlich des dreihundertjährigen Jubiläums im Jahr 1991 erhielt sie den Namen der Herzogin Anna Amalia, die ihre größte Förderin war. Berühmt ist ihr ovaler und über drei Geschosse reichender Rokokosaal. Die Herzogin-Anna-Amalia-Bibliothek ist eine Forschungsbibliothek für Literatur- und Kulturgeschichte mit besonderem Schwerpunkt auf der deutschen Literatur von der Aufklärung bis zur Spätromantik. Seit 1998 gehört sie als Teil des Ensembles „Klassisches Weimar“ zum UNESCO-Welterbe.

## Geschichte

### 17. bis 19. Jahrhundert
Die am Platz der Demokratie befindliche Herzogliche Bibliothek wurde im Jahr 1691 gegründet, als Herzog Wilhelm Ernst seine gesammelten 1.400 Bücher der Öffentlichkeit zugänglich machte. In den folgenden dreißig Jahren stieg ihr Bestand auf 11.000 Exemplare an. 1711 empfahl der Geograph und Universalgelehrte Johann Gottfried Gregorii alias Melissantes in seinem Regional- und Reiseführer Das jetzt florierende Thüringen diesen bibliophilen Schatz der Stadt Weimar als besondere Sehenswürdigkeit. Bis 1766 war die Bibliothek im Residenzschloss untergebracht. Danach erfolgte der Umzug in das Grüne Schloss, das als Wohngebäude für Herzog Johann Wilhelm nach seiner Heirat mit der Pfalzgräfin Dorothea Susanna zwischen 1562 und 1569 vom Hofbaumeistern Nikolaus Gromann und Erhard van Mehren erbaut wurde. Der Name Grünes Schloss geht vermutlich auf die Patina der Kupferdeckung des Daches zurück. 1706 ernannte Herzog Wilhelm Ernst den Wittenberger Universitätsprofessor Konrad Samuel Schurzfleisch zum ersten Direktor der Fürstlichen Bibliothek.

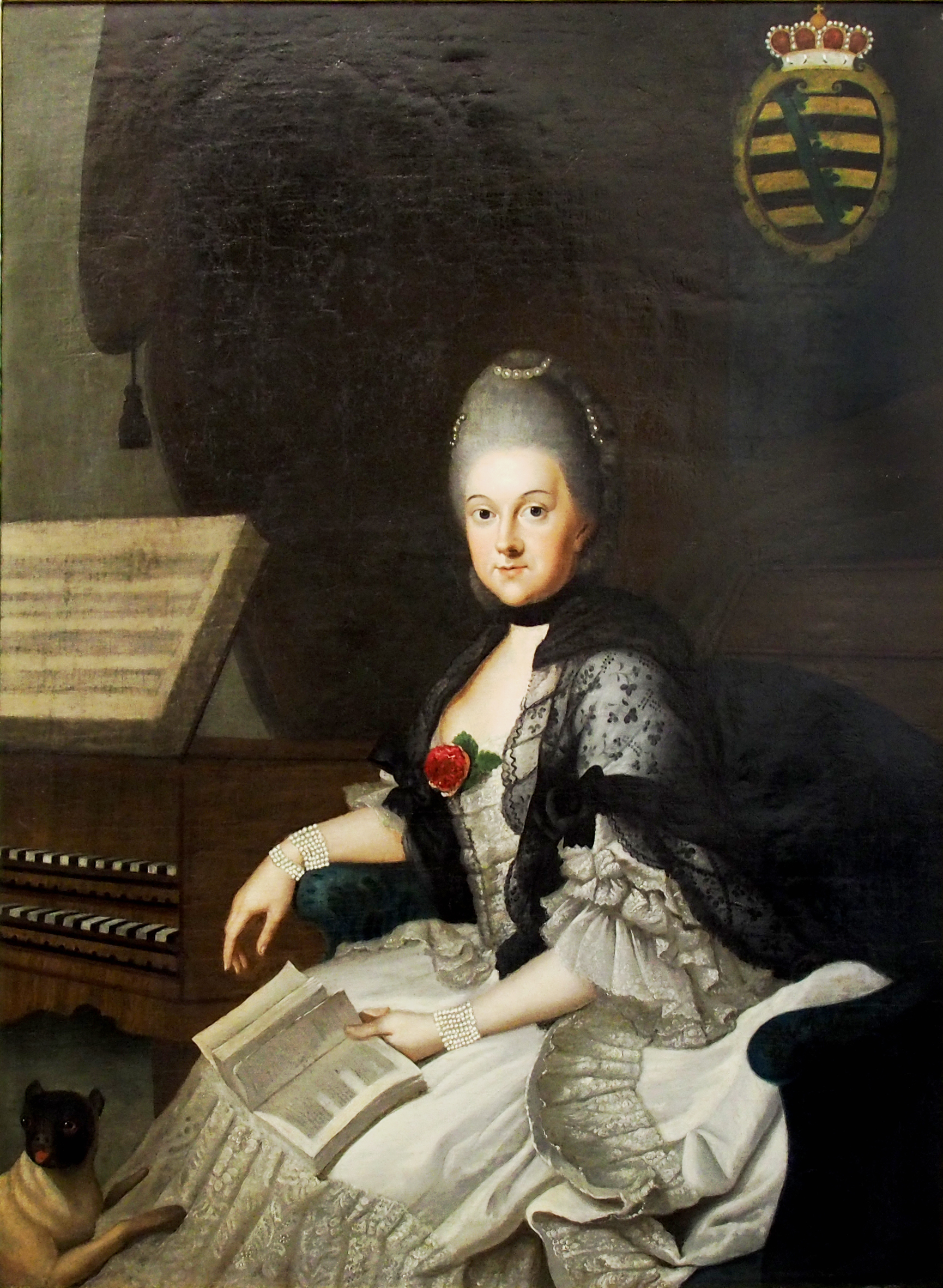
Anna Amalia, Herzogin von Sachsen-Weimar-Eisenach (Gemälde von Johann Ernst Heinsius, 1769)

Benannt wurde die Bibliothek 1991 nach Anna Amalia (1739–1807), der Herzogin von Sachsen-Weimar-Eisenach. Während ihrer Regentschaft erfolgte 1766 der Umzug der herzoglichen Büchersammlung in das Grüne Schloss.
Mit der Volljährigkeit 1775 übernahm Anna Amalias Sohn Carl August die Regierung. Als neuer Landesherr baute er die fürstliche Bibliothek weiter aus.

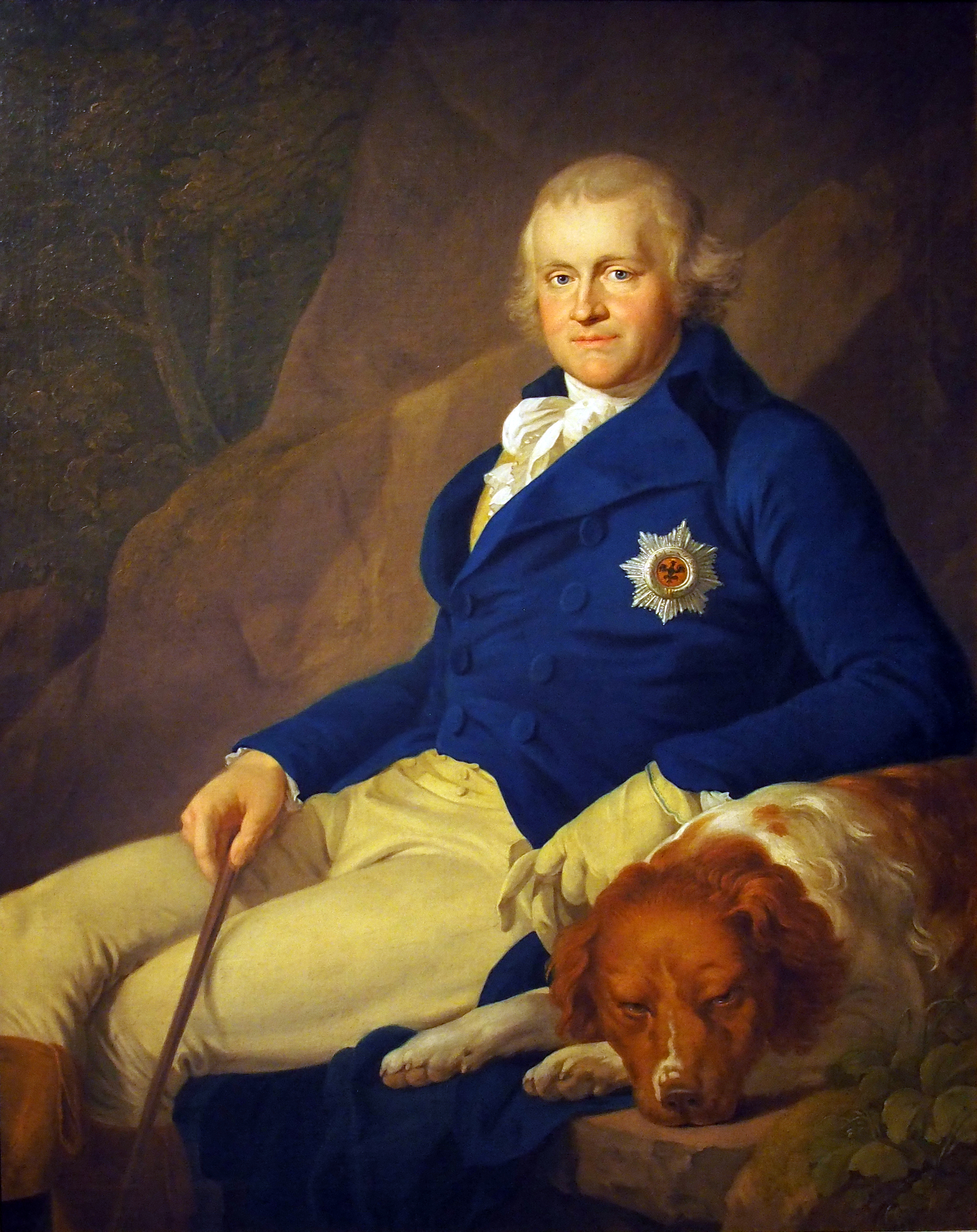
Carl August, Herzog von Sachsen-Weimar und Eisenach (Gemälde von Georg Melchior Kraus, 1796/1797)

Herzog Carl August von Sachsen-Weimar-Eisenach beauftragte 1797 Johann Wolfgang von Goethe und dessen Kollegen im Geheimen Consilium Christian Gottlob Voigt (1743–1819) mit der Oberaufsicht über die Bibliothek. Goethe leitete sie bis zu seinem Tode 1832 als Bibliothekar 35 Jahre lang. Er führte sie zu einer der bedeutendsten Bibliotheken Deutschlands jener Zeit. Sie prägte die Weimarer Klassik mit und ist bis heute eines der wichtigsten Archive dieser Epoche. Beliefert wurde die herzogliche Bibliothek u. a. von dem Weimarer Buchhändler Hoffmann sowie mit Publikationen aus Frankreich und Europa durch die Straßburger Verlagsbuchhandlung Bauer, Treuttel und Würtz. Nach dem Wiener Kongress 1815 wurde das Herzogtum zum Großherzogtum erhöht und die „Herzogliche Bibliothek“ entsprechend in „Großherzogliche Bibliothek“ umbenannt. In Goethes Amtsperiode verdoppelte sich der Buchbestand auf 80.000 Bände. Das führte zur Platzknappheit. Unter Leitung von Clemens Wenzeslaus Coudray wurde zwischen 1821 und 1825 der angrenzende Turmbau zum Bibliotheksturm umgebaut und um einen Stock erhöht. Im Jahre 1849, an Goethes 100. Geburtstag, der in der Bibliothek gefeiert wurde, erhielt das Gebäude durch einen Anbau im Norden, von Coudray 1842–1844 geplant, seine heutige Dimension. Coudray hielt dabei sich strikt bei der Erweiterung nach Norden um zwei Achsen an die Formensprache der Barockfassade und bewies dabei außerordentliches denkmalpflegerische Sensibilität. Auch die Ochsenaugen wurden beibehalten, jedoch entsprechend der geänderten Länge der Fassade versetzt, um zugleich zwei neue Eingänge zu schaffen. Die Wiedereröffnung der Bibliothek 1849 nach dem Umbau nach seinen Plänen erlebte Coudray nicht mehr, da er am 8. Oktober 1845 in Weimar starb. Im Rokokosaal der Bibliothek gibt es zahlreiche Porträtplastik und Porträts in Gemälde oder Zeichnung.

### 20. bis 21. Jahrhundert

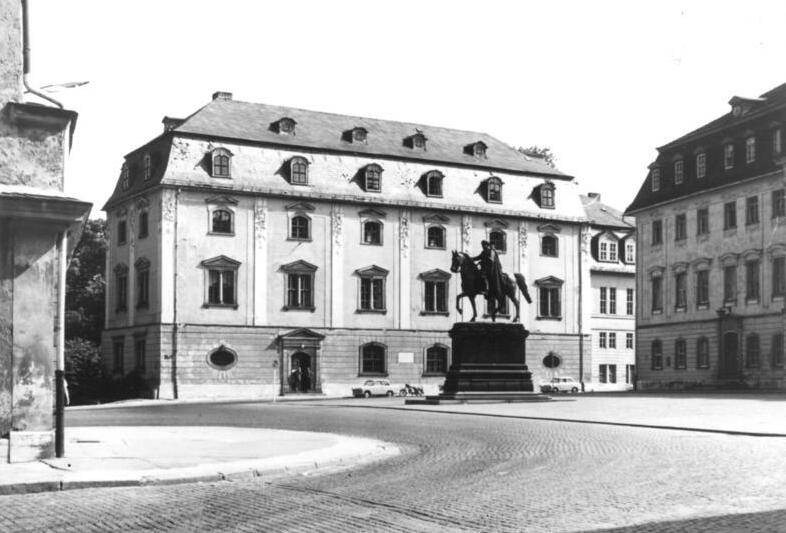
Die Bibliothek im Jahr 1991

In der Weimarer Republik wurde die Großherzogliche Bibliothek in Thüringische Landesbibliothek umbenannt. Zur DDR-Zeit wurde sie 1969 mit der kleineren Institutsbibliothek vereinigt und unter dem Namen Zentralbibliothek der deutschen Klassik in die Nationalen Forschungs- und Gedenkstätten der klassischen deutschen Literatur in Weimar (NFG) eingegliedert. Ihren gegenwärtigen Namen Herzogin-Anna-Amalia-Bibliothek trägt sie seit 1991.
Seit 1998 gehört die Herzogin-Anna-Amalia-Bibliothek als Teil des Ensembles „Klassisches Weimar“ zum Welterbe der UNESCO. Die Aufnahme in die Liste des Welterbes begründete die UNESCO mit der „großen kunsthistorischen Bedeutung öffentlicher und privater Gebäude und Parklandschaften aus der Blütezeit des klassischen Weimar“ und mit der „herausragenden Rolle Weimars als Geisteszentrum im späten 18. und frühen 19. Jahrhundert“. Zum Welterbe zählen insgesamt elf Gedenkstätten in Weimar, „deren Wert sich aus der Verbindung von historischem Geschehen, baulicher Hülle und authentischer Ausstattung bildet“.
2003 wurde die Fördergesellschaft Gesellschaft Anna Amalia Bibliothek (GAAB) in Weimar gegründet. Am 1. Oktober wurde Reinhard Laube neuer Direktor der Herzogin-Anna-Amalia-Bibliothek. Er folgt damit Michael Knoche, der seit 1991 im Amt war und im Rahmen eines Festakts zum 325. Jubiläum der Bibliothek am 30. September 2016 in den Ruhestand verabschiedet wurde.

### Ausbau der Bibliothek ab 2002

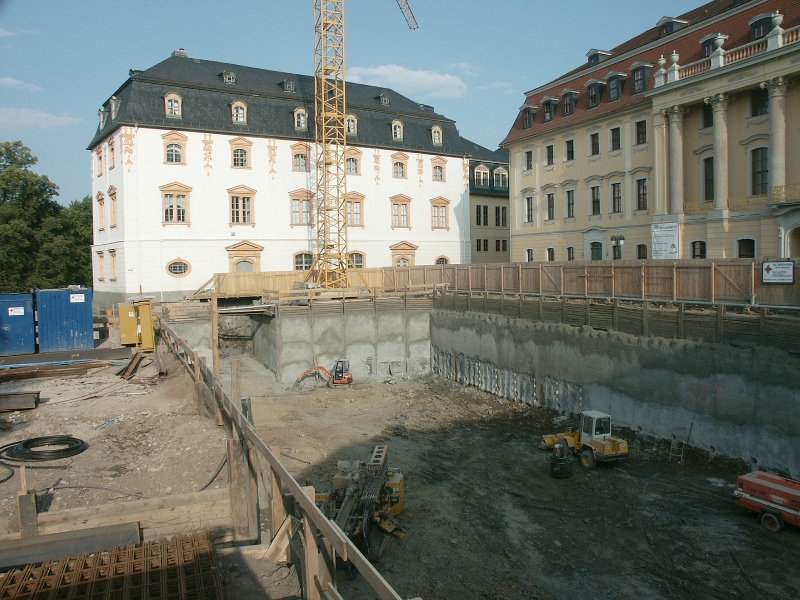
Bau des Tiefmagazins der Herzogin-Anna-Amalia-Bibliothek, Juni 2002

Im Mai 2002 wurde mit einem Ausbau zu einem Bibliothekszentrum für Weimar mit zwei unterirdischen Magazinen für 1,4 Millionen Bücher begonnen. Das Projekt, das 23 Millionen Euro kostete, wurde im Februar 2005 abgeschlossen. Anfang August 2004 begann man mit dem Umzug der Bücher. Unterdessen kam es am 2. September 2004 zum Brand der Bibliothek.

### Brand am 2. September 2004

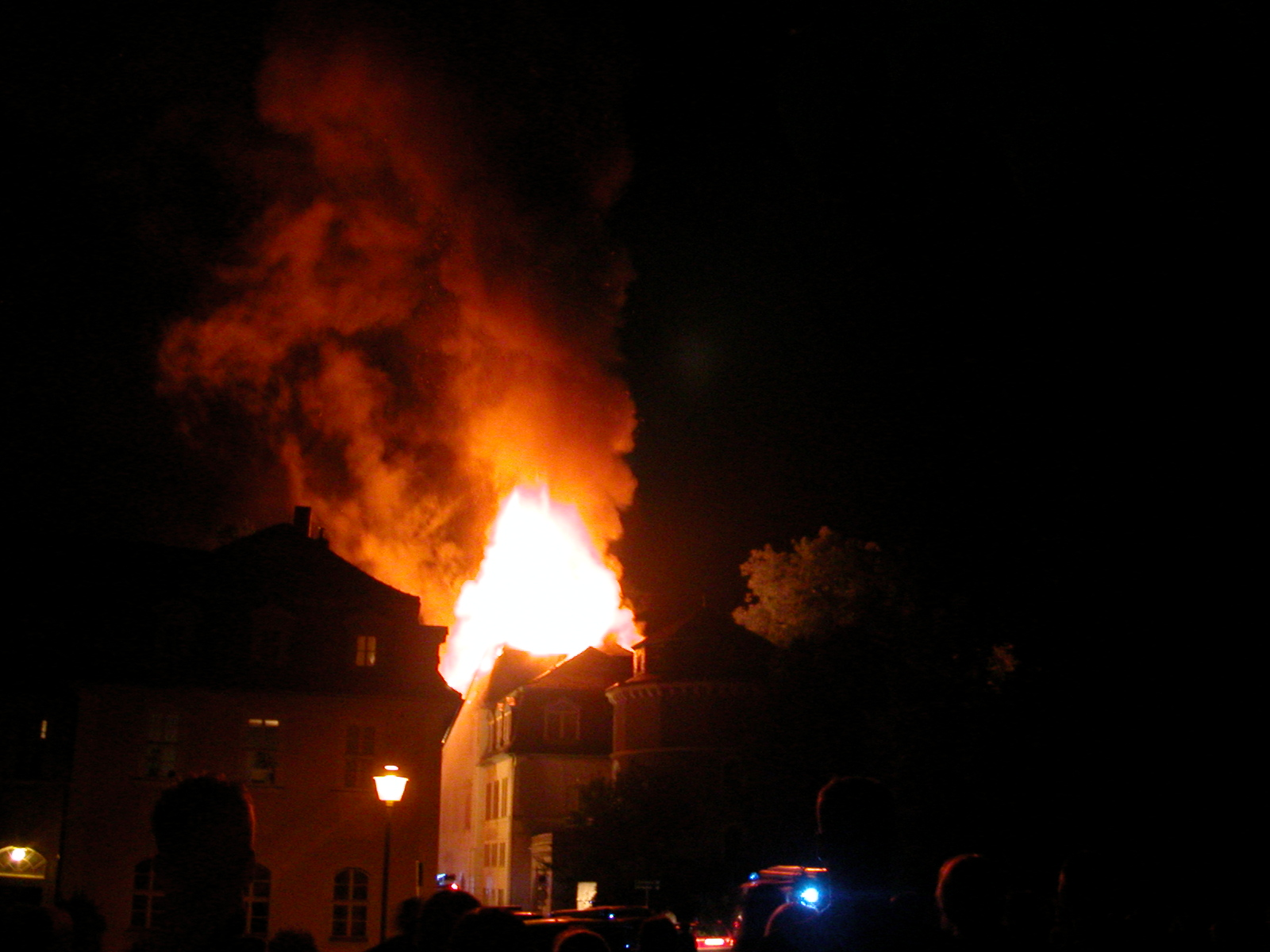
Brand der Herzogin-Anna-Amalia-Bibliothek am 2. September 2004

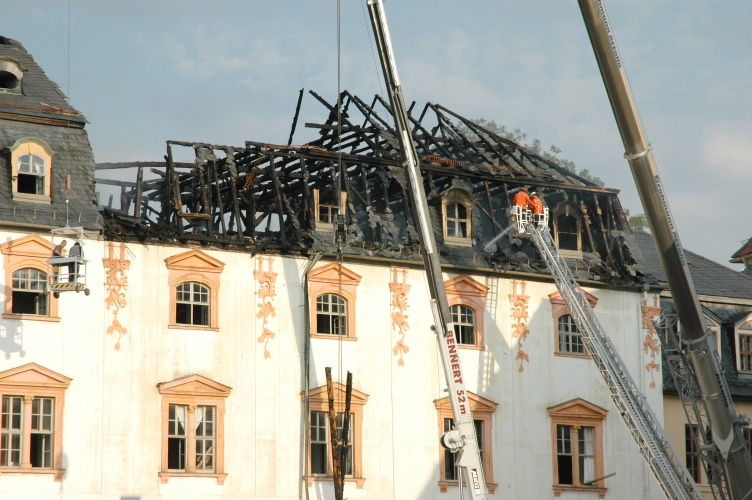
Brandschäden an der Herzogin-Anna-Amalia-Bibliothek

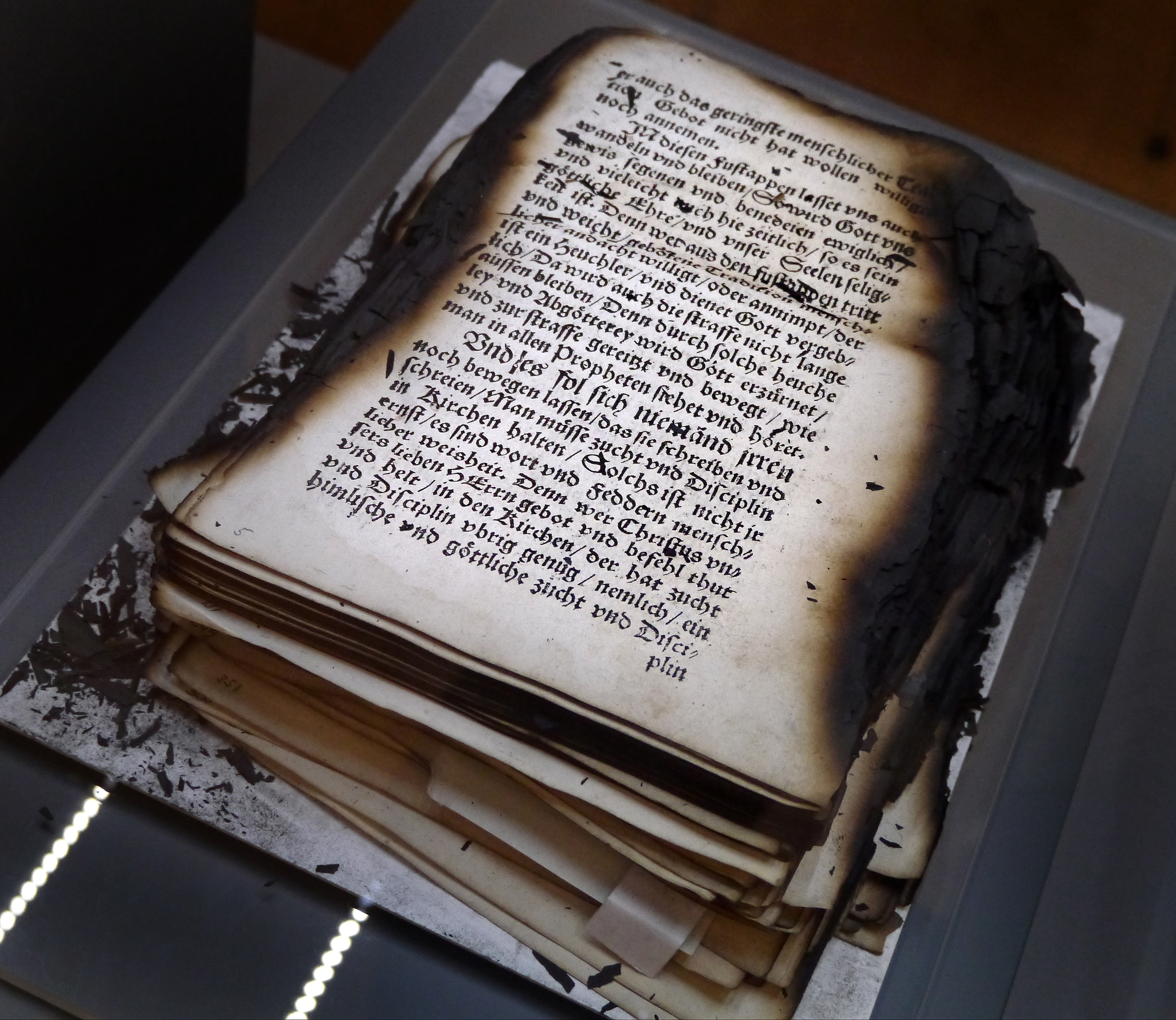
Durch Brand beschädigtes Buch

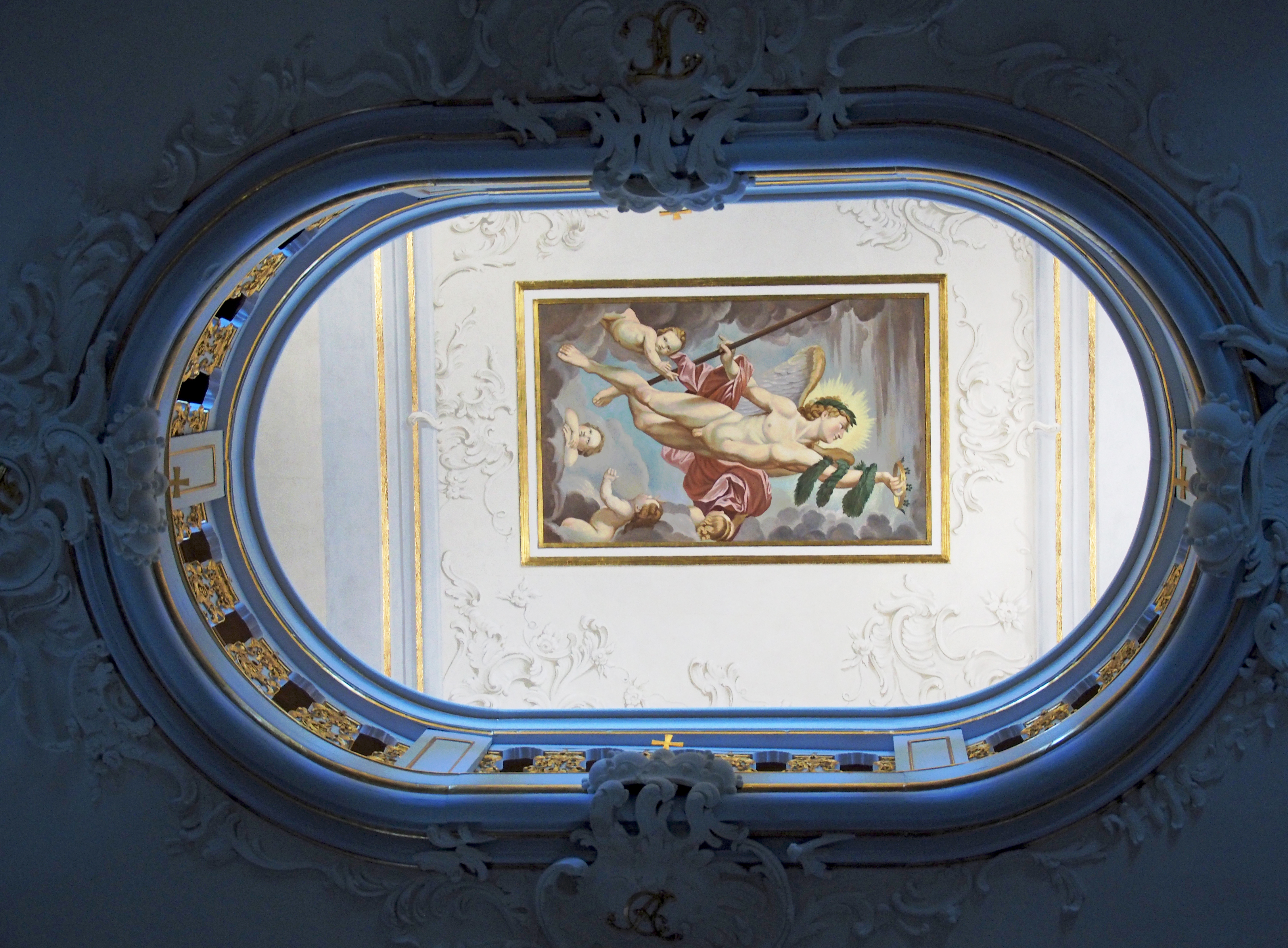
Rekonstruktion des 2004 durch den Brand zerstörten Deckengemäldes Genius des Ruhms von Johann-Heinrich Meyer, nach Annibale Carracci

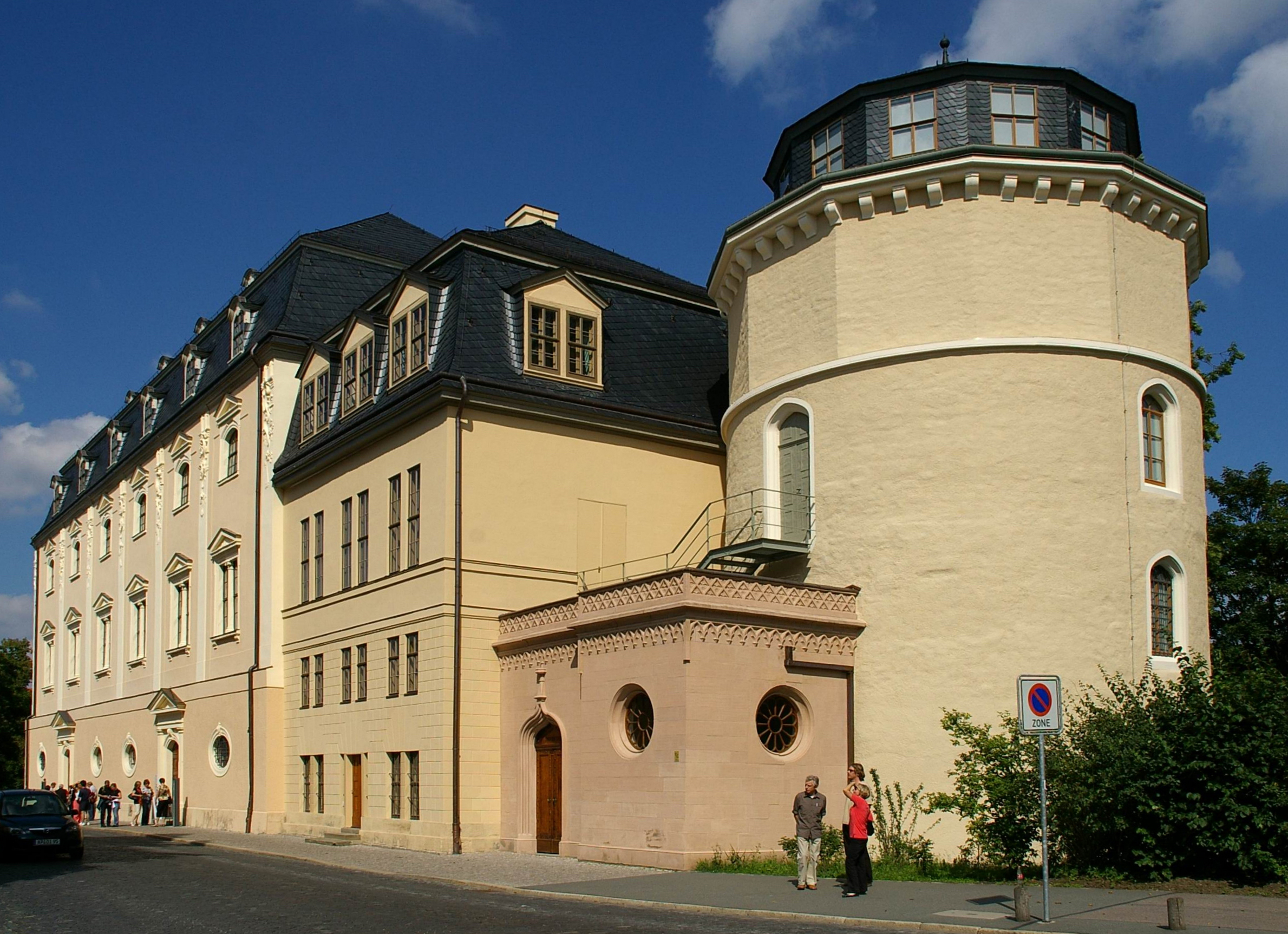
Außenansicht nach der Sanierung, 2008

Am Abend des 2. September 2004 brach im Dachstuhl des Hauptgebäudes ein Feuer aus, das die Feuerwehr im zweiten Geschoss des Rokokosaales aufhalten konnte. Die Brandursache ließ sich laut Abschlussgutachten des Bundeskriminalamtes nicht eindeutig klären. Der Brandherd war nach Aussagen der Erfurter Staatsanwaltschaft wahrscheinlich ein Schwelbrand, der durch ein defektes Elektrokabel ausgelöst worden war.
Während des Brandes wurden aus dem Gebäude ca. 28.000 Bücher gerettet, darunter die Lutherbibel von 1534. 50.000 Bände sowie 35 Gemälde aus dem 16. bis 18. Jahrhundert gingen vollständig verloren, rund 62.000 Bände wurden durch Feuer und Löschwasser zum Teil stark beschädigt. Zwei Fünftel der Drucke bis 1850 sind davon betroffen. Der materielle Schaden am Bücherbestand wurde auf 67 Mio. Euro geschätzt. Noch in der Brandnacht wurden die ersten wassergeschädigten Bücher zur Gefriertrocknung in das Zentrum für Bucherhaltung Leipzig gebracht, in den folgenden Tagen auch die aus dem Brandschutt geborgenen, zum Teil stark verkohlten und feuchten Codices. Die Bücher wurden, nach Schadensklassen sortiert, bis 2015 restauriert.
Der Wiederaufbau der Bibliothek wurde von zahlreichen privaten und öffentlichen Spendern aus aller Welt unterstützt, wie zum Beispiel von der Regierung des Fürstentums Liechtenstein, die im Oktober 2004 die Summe von 20.000 Euro bereitstellte. Die Wiederherstellung des Gebäudes wurde im Sommer 2007 abgeschlossen. Am 24. Oktober desselben Jahres, dem 268. Geburtstag der namensgebenden Herzogin Anna Amalia und dem Tag der Bibliotheken, wurde das Haus durch Bundespräsident Horst Köhler wiedereröffnet. Die Kosten für die Sanierung des Gebäudes betrugen 12,8 Millionen Euro. Eine Ausstellung unter dem Titel „Es nimmt der Augenblick, was Jahre geben“ widmete sich diesem Wiederaufbau.
Ab 2023 wird mit dem Zeitzeugen-Projekt „Future Memory“ in Interviews erfasst, wie sich der Brand im kollektiven Gedächtnis eingeschrieben hat und wie sich die Menschen in Weimar an die Brandnacht erinnern.

### Verluste von Büchern und Handschriften
Beim Brand der Herzogin-Anna-Amalia-Bibliothek wurden neben einem großen Teil der historischen Bausubstanz und Werken der Bildenden Kunst vor allem kulturgeschichtlich einmalige Buchbestände zerstört.
Stark betroffen sind die Herzogliche Musikaliensammlung und weitere Musikalien des historischen Bestandes – sowohl Handschriften als auch seltene Drucke. Unter den Verlusten befindet sich etwa ein Stimmbuch des Orlando di Lasso aus dem Jahr 1588. Verloren ist auch eine Handschrift aus dem Jahr 1788 von Pasquale Anfossi (1727–1797) La Maga Circa Farsetta a Cinque Voci (in un Atto Solo Musica). Die deutsche Übersetzung im Text stammte teilweise von Goethe. Beispiele für Musikalien, die mit starken Brandschäden geborgen wurden, sind eine handschriftliche Partitur mit Arien und Chören zu Lila, einem Feenspiel in vier Aufzügen von Siegmund Frh. v. Seckendorff für einen Text von Goethe aus dem Jahr 1777 und eine Handschrift der Grande Sonate für Klavier zu vier Händen As-Dur op. 92 von Johann Nepomuk Hummel. Insgesamt enthielt der Bestand 95 Werke Hummels; 15 von ihnen und ein kleines Fragment sind unversehrt erhalten, 14 weitere können restauriert werden. Von 52 Exemplaren besitzt die Bibliothek zumindest Mikrofilme.
Außerdem sind weitere kostbare Druckwerke des 16. und 17. Jahrhunderts, insbesondere ein Großteil der Bibliothek von Konrad Samuel Schurzfleisch (1641–1708) und seines Bruders Heinrich Leonhard Schurzfleisch (1664–1722) vom Brand betroffen. Zerstört wurden zahlreiche Druckwerke der Fruchtbringenden Gesellschaft, der 1617 in Weimar gegründeten ersten deutschen Sprachakademie. Dazu gehören Georg Philipp Harsdörffers Specimen philologiae Germanicae (Nürnberg 1646) oder seine Übersetzung des Klugen Hofmanns von Eustache de Refuge (Hamburg 1667). Der berühmte Neu-Sprossende Teutsche Palmbaum von 1668 ist dagegen nicht verbrannt. Auch sind Teile des Nachlasses von Wilhelm Fröhner (1834–1925), eines bedeutenden Altertumsforschers und Sammlers, den Flammen zum Opfer gefallen, wozu etwa mehrere Sammelbände aus verschiedenen Teildisziplinen der Altertumswissenschaften gehören. Der mehrere tausend Bücher umfassende Nachlass des völkisch-nationalen Autors Adolf Bartels (1862–1945) ist ebenfalls weitgehend zerstört. Dagegen konnten die Bibelsammlung, die gleichfalls im Rokokosaal aufbewahrt war, und viele weitere kostbare Bände aus den unteren Geschossen gerettet werden. Dem Umstand, dass sie als Ausstellungsstücke verliehen waren, oder ihrer grundsätzlich separaten Aufbewahrung verdanken einige Kostbarkeiten der genannten Bestandsgruppen, wie etwa die Mozarthandschrift Concerto in B, ihre unversehrte Erhaltung.
Seit Sommer 2016 ist die Ausstellung „Restaurieren nach dem Brand“ wieder dauerhaft im Erdgeschoss des historischen Gebäudes der Bibliothek zu sehen. Mit über 60 Büchern, Fragmenten, Modellen und Videos werden technischen Möglichkeiten der Erhaltung der Bücher aus dem 15. bis 20. Jahrhundert demonstriert. Die Objekte zeigen Stand und Fortschritte der Restaurierungsarbeiten und erklären die Zusammenhänge zwischen den Restaurierungsentscheidungen und der Projektorganisation der Forschungsbibliothek, dem restaurierungswissenschaftlichen Umfeld und den ökonomischen Bedingungen.

### Restaurierungsmaßnahmen

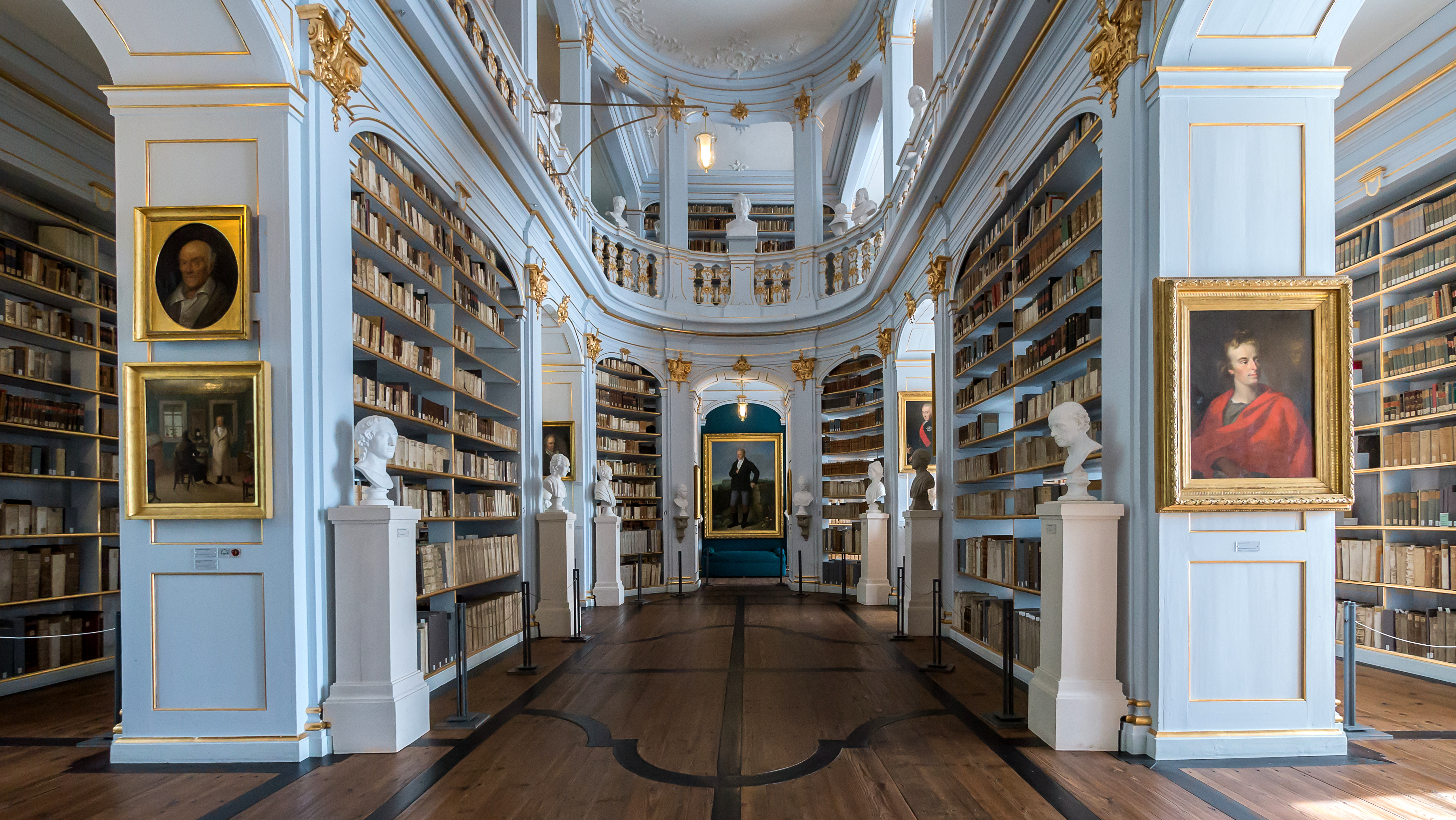
Teilansicht des Rokokosaals

Seit dem Brand haben Fachleute aus 27 europäischen Werkstätten Fragmente geborgen, deren Schäden gesichtet und restauriert. Viele Bücher sind derart geschädigt, dass jede Seite einzeln restauriert werden muss. Für sie wurde bald der Begriff Aschebücher geprägt. 1,5 von 7 Millionen Seiten aus Aschebüchern wurden zunächst als restaurierbar eingestuft. Bis 2018 konnten über 800.000 Seiten, bis 2021 insgesamt rund 1 Million restauriert werden. Bis zum Jahr 2028 soll der Rest der 1,5 Millionen Blätter folgen. 5,5 Millionen Blätter werden wahrscheinlich nicht zu restaurieren sein, weil ihr Schaden zu drastisch ist. „Zu viel Asche, zu viel Schaden, zu wenig Buch“, wie es die Welt schreibt.
Bei weniger seltenen Büchern, die auf dem Antiquariatsmarkt leicht neu zu beschaffen sind, galt es abzuwägen, ob sich eine Restaurierung lohnt oder ob das betreffende Buch nachgekauft werden soll. Grundsätzlich sollte hierbei dem Erhalt des Originals, vor allem wenn es durch eine bedeutende Provenienz oder handschriftliche Eintragungen einer bekannten Persönlichkeit ausgezeichnet ist, der Vorzug gegeben werden, auch wenn der Kauf eines Ersatzexemplars günstiger wäre als die Restaurierung. Nicht mehr restaurierbare oder ganz vernichtete Bücher werden möglichst wieder neu erworben, wobei es bei seltenen Büchern Jahrzehnte dauern kann, bis überhaupt einmal ein Exemplar im Handel auftaucht.
Zum Zeitpunkt des Brandes stand noch keine Methode zur Verfügung, um historische Papiere mit Brandschäden in großen Mengen zu restaurieren. Mit diesem Ziel wurde 2008 eine Fachwerkstatt abgehalten. Dort wurde vom ehemaligen Leiter der Restaurierungswerkstatt Günter Müller die Kompressionskassette entwickelt. Das Verfahren wurde für die Klassik Stiftung Weimar patentiert. Es ist soweit einzigartig auf der Welt. Bei einer Kompressionskassette handelt es sich um ein offenes Stahlbehältnis. Es ist ein vergitterter Kasten aus Metall. Dort werden die Seiten einzeln hineingestapelt, durch Polyestervlies getrennt. Der Stoß wird in einem Wasserbad von Brandrückständen, Schuttresten und Säure gereinigt. Der nächste Schritt ist die Anfaserung, das sogenannte flüssige Papier. Dort füllt ein heller Faserbrei die zerstörten Seitenränder auf, bis zum ursprünglichen Buchformat. Zudem wird die Seite durch ein Papier-Vlies aus Japanpapier stabilisiert. Das verwendete Japanpapier hat ein Gewicht von maximal 2 Gramm pro Quadratmeter (im Gegensatz zu circa 80 Gramm bei herkömmlichem Papier). Seit 2008 wird dieses Verfahren angewendet. Auf diese Weisen können ungefähr 60.000 Blätter pro Jahr restauriert werden.
Ziel der Restaurierung ist, den aktuellen Stand der Objekte so weit zu stabilisieren, dass darin wieder geblättert und gelesen werden kann. Bei den restaurierten Aschebüchern sind bewusst noch Spuren der Feuerschäden zu sehen. Die meistens stark beschädigten Einbände werden durch einen funktionalen, konservatorischen, schmucklosen Einband ersetzt. Der Austausch mit einem neuen Einband und dessen Buchbindung wäre ein zu schwerwiegender Eingriff in das ursprüngliche Objekt.
2019 wurde in der Restaurierungswerkstatt eine Akademische Lehrwerkstatt in Betrieb genommen. Die Lehrwerkstatt dient als Ausbildungsstätte, die Wissen von der Entwicklungsarbeit in die Praxis transferiert. Von 2021 bis 2028 dient diese Werkstatt als Labor für Bestandserhaltung. Der Plan ist, es als Konservierungsstelle beschädigter Papiere auszubauen, für Archive, Bibliotheken oder Museen.
Von 2004 bis 2018 wurden in die Restaurierungsarbeiten um die 18 Millionen Euro investiert. Bis zum Abschluss der Arbeiten im Jahr 2028 sind weitere 9 Millionen Euro geplant. Finanziert werden die Kosten durch den Bund, den Freistaat Thüringen, Stiftungen und Spender.

### Bücherkubus

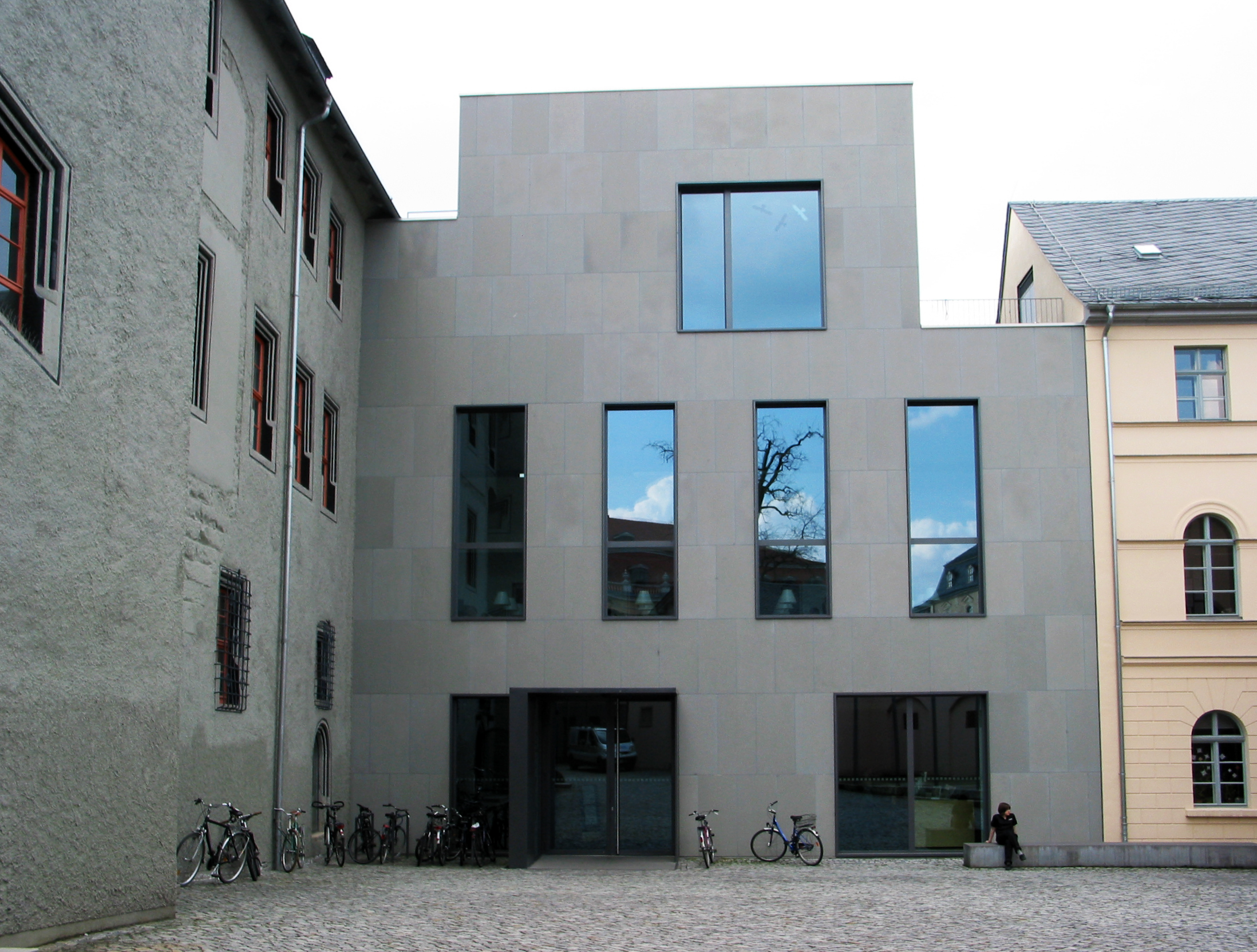
Das Studienzentrum

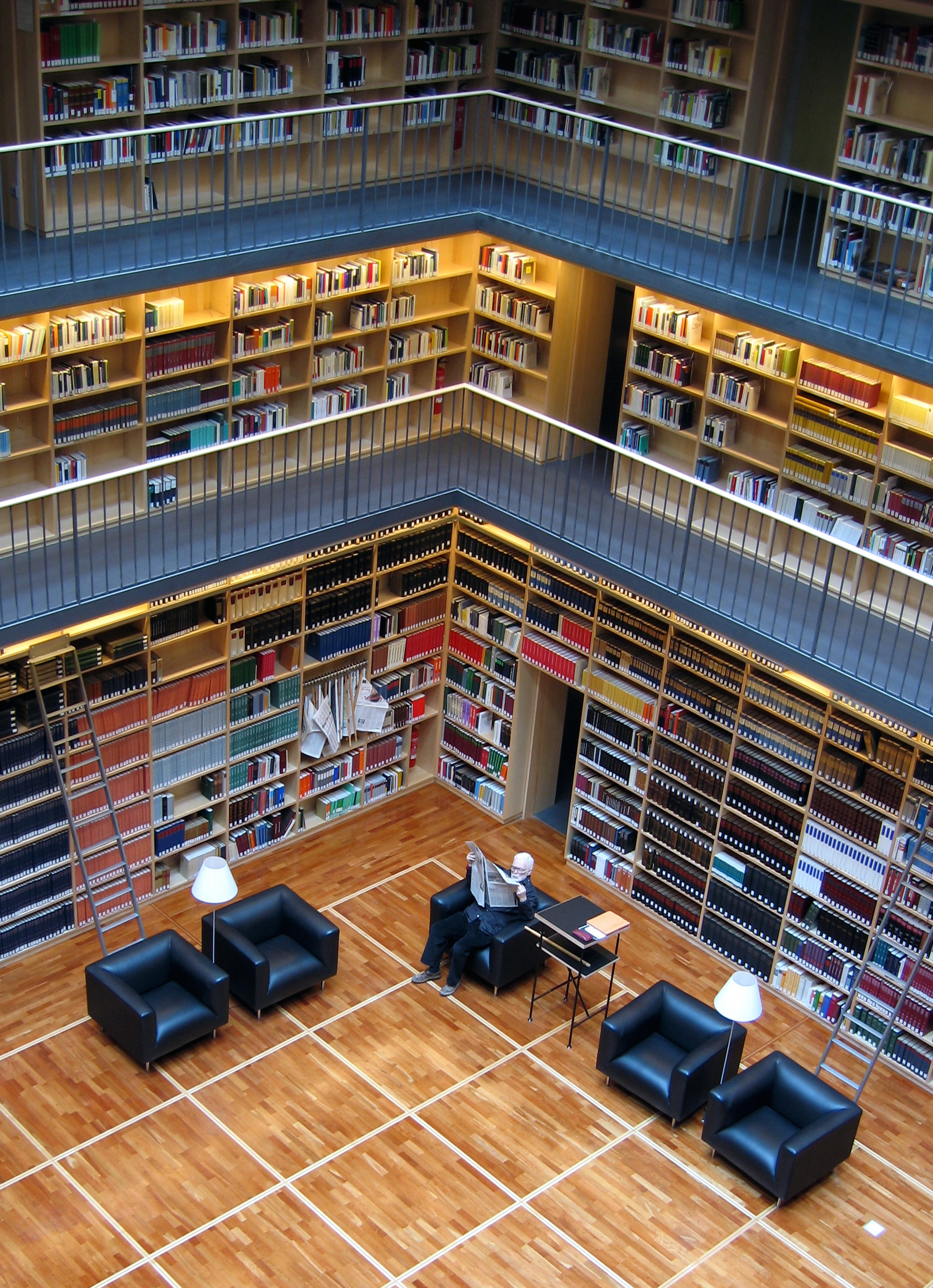
Der Bücherkubus

Nach dem Umzug in das neue Magazin wurden am 5. Februar 2005 die Freihandbereiche des neuen Studienzentrums für die Bibliotheksbenutzer geöffnet. Zentrum ist der sogenannte Bücher-Kubus. In den Freihandbereichen im und um diesen werden mehr als 100.000 Medien frei zugänglich und systematisch geordnet angeboten.
Im Jahr 2006 wurde der von den Weimarer Architekten Hilde Barz-Malfatti und Karl-Heinz Schmitz und Pichler Ingenieure realisierte Erweiterungsbau der Herzogin-Anna-Amalia-Bibliothek mit dem Thüringer Staatspreis für Architektur und Städtebau ausgezeichnet.

## Bestand
Die Forschungsbibliothek verfügt über einen Bestand von etwa 1 Mio. Bänden. Die Herzogin-Anna-Amalia-Bibliothek bewahrt Texte vom 9. bis zum 21. Jahrhundert als Zeugnisse der Kulturgeschichte und Quellen der Forschung auf, erschließt sie nach formalen und inhaltlichen Gesichtspunkten und stellt sie zur Benutzung bereit. Der Schwerpunkt liegt auf den Sammlungen zur Kultur- und Literaturgeschichte um 1800. Zu den Kostbarkeiten gehören etwa 2.600 mittelalterliche und frühneuzeitliche Buchhandschriften (darunter ein karolingisches Evangeliar aus dem 9. Jahrhundert), 8.600 Karten, 29 Globen und 427 Inkunabeln. Hervorzuheben sind umfangreiche Sammlungen von Flugschriften aus der Reformationszeit, von Stammbüchern und Bibeln – darunter die beim Brand gerettete erste Gesamtausgabe der Lutherschen Bibelübersetzung von 1534 –, sowie die weltweit größte Faust-Sammlung zur historischen Person Faust und zu künstlerischen Gestaltungen des Faust-Stoffs. Geschlossen aufgestellt sind auch die Bibliotheken der Familie von Arnim, Liszts, Nietzsches, des Weimarer Büchersammlers Haar und der Deutschen Shakespeare-Gesellschaft. Die Privatbibliothek Goethes in seinem Wohnhaus am Frauenplan wird ebenfalls von der Herzogin-Anna-Amalia-Bibliothek verwaltet.

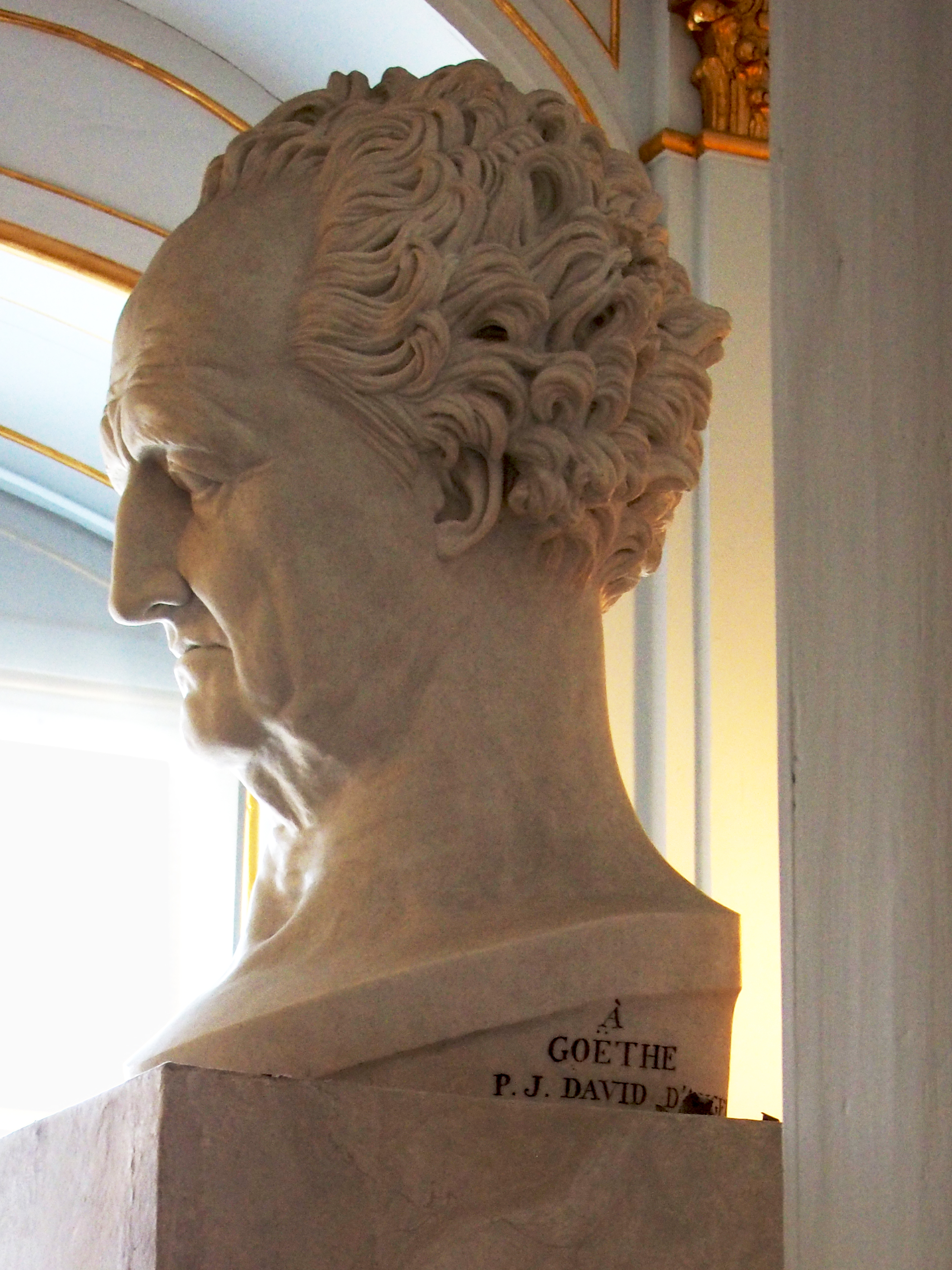
Goethe-Büste von Pierre Jean David d’Angers in der Bibliothek

## Oberaufseher und Bibliothekare (Auswahl)

### Oberaufsicht
- Johann Poppo von Greiner, 1756–1772
- Christian Friedrich Schnauß, 1772–1797
- Christian Gottlob von Voigt, 1797–1819
- Johann Wolfgang von Goethe, 1797–1832
- Christian Wilhelm Schweitzer, 1832–1849

### Leitende Bibliothekare (Auswahl)
- Georg Neumark, 1652–1662
- Conrad Samuel Schurzfleisch, 1706–1708
- Heinrich Leonhard Schurzfleisch, 1708–1722
- Johann Matthias Gesner, 1723–1729
- Justin Henrich Foeckler, 1728–1743
- Gerhard Andreas Müller, 1748–1750
- Wilhelm Ernst Bartholomaei, 1750–1752
- Johann Christian Bartholomaei, 1753–1778
- Friedrich Christian Ferdinand Spilcker, 1778–1803
- Ernst August Schmid, 1803–1809
- Christian August Vulpius, 1809–1826
- Friedrich Wilhelm Riemer, 1827–1845
- Ludwig Preller, 1847–1861
- Gustav Adolf Schöll, 1861–1881
- Reinhold Köhler, 1881–1892
- Paul von Bojanowski, 1893–1915
- Werner Deetjen, 1916–1939
- Hermann Blumenthal, 1939–1941 (kommissarisch)
- Theodor Lockemann, 1941–1942 (nebenamtlich)
- Robert Hohlbaum, 1941–1945
- Paul Ortlepp, 1945
- Maximilian von Philipsborn, 1945–1948
- Bruno Kaensche, 1948–1953
- Kurt Kampe, 1953–1956
- Gerhard Pachnicke, 1956–1960
- Walter Iwan, 1960–1961 (kommissarisch)
- Werner Schmidt, 1961–1968
- Hans Henning, 1969–1990
- Michael Knoche, 1991–30. September 2016
- Reinhard Laube, seit 1. Oktober 2016[28]

Quelle: